# Robert W. Cort

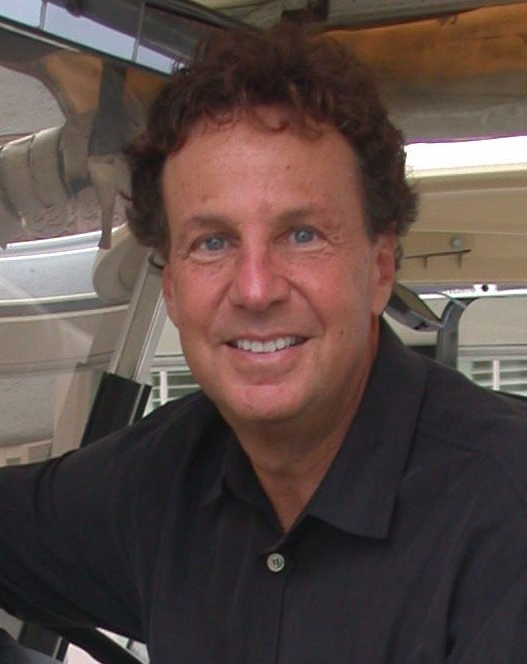
Robert W. Cort

Robert W. Cort (* in Brooklyn, New York City) ist ein US-amerikanischer Filmproduzent.

## Leben
Cort ist seit Mitte der 1980er Jahre als Filmproduzent in Kalifornien tätig. Er wohnt in Beverly Hills und ist verheiratet.
1990 sowie 2004 wurde er jeweils mit einem Emmy ausgezeichnet. Für die Produktion Cocktail erhielten Cort und sein Kollege Ted Field die Goldene Himbeere in der Kategorie Schlechtester Film.

## Filmografie (Auswahl)
Als Filmproduzent
- 1987: Critical Condition
- 1987: Nichts als Ärger mit dem Typ (Outrageous Fortune)
- 1987: Die Supertrottel (Revenge of the Nerds II: Nerds in Paradise)
- 1987: Noch drei Männer, noch ein Baby (Three Men and a Baby)
- 1988: Das siebte Zeichen (The Seventh Sign)
- 1988: Cocktail
- 1989: Detroit City – Ein irrer Job (Collision Course)
- 1989: Von Bullen aufs Kreuz gelegt (An Innocent Man)
- 1990: Mein Kumpel, der Kobold (A Gnome Named Gnorm)
- 1990: Drei Männer und eine kleine Lady (Three Men and a Little Lady)
- 1991: Das Gesetz der Macht (Class Action)
- 1992: Liebe und Eis (The Cutting Edge)
- 1994: Der Sprung nach oben (The Air Up There)
- 1995: Familien-Bande (Roommates)
- 1995: Mr. Holland’s Opus
- 1998: Immer noch ein seltsames Paar (The Odd Couple II)
- 1999: Schlaflos in New York (The Out-of-Towners)
- 1999: Die Braut, die sich nicht traut (Runaway Bride)
- 1999: Agenten des Todes (In the Company of Spies, Fernsehfilm)
- 2001: Save the Last Dance
- 2004: Die Promoterin (Against the Ropes)
- 2006: Save the Last Dance 2
- 2013: Born to Dance (Make Your Move)
- 2018: Die Berufung – Ihr Kampf für Gerechtigkeit (On the Basis of Sex)
- 2020: The Secret – Traue dich zu träumen (The Secret: Dare to Dream)

Als Executive Producer
- 1985: Das Schlitzohr (Turk 182)
- 1989: Bill & Teds verrückte Reise durch die Zeit (Bill & Ted’s Excellent Adventure)
- 1989: Renegades
- 1989: Blinde Wut (Blind Fury)
- 1990: Pentagramm – Die Macht des Bösen (The First Power)
- 1990: Ein Vogel auf dem Drahtseil (Bird on a Wire)
- 1991: Eve 8 – Außer Kontrolle (Eve of Destruction)
- 1991: Bill & Ted’s verrückte Reise in die Zukunft (Bill & Ted’s Bogus Journey)
- 1991: Sommerparadies (Paradise)
- 1992: Die Hand an der Wiege (The Hand That Rocks the Cradle)
- 1992: Jersey Girl
- 1992: FernGully – Christa und Zaks Abenteuer im Regenwald (FernGully: The Last Rainforest)
- 1992: Betty Lou – Der ganz normale Wahnsinn (The Gun in Betty Lou’s Handbag)
- 1992: Ein Yuppie steht im Wald (Out on a Limb)
- 1994: Holy Days (Holy Matrimony)
- 1994: Tödliche Geschwindigkeit (Terminal Velocity)
- 1994: Unsere Welt war eine schöne Lüge (Imaginary Crimes)
- 1995: Operation Dumbo (Operation Dumbo Drop)
- 1995: Blood Line (The Tie That Binds)
- 1995: Two Much – Eine Blondine zuviel (Two Much)
- 1995: Jumanji
- 1996: The Arrival – Die Ankunft (The Arrival)
- 1996: Run Off (Boys)
- 1996: Kazaam – Der Geist aus der Flasche (Kazaam)
- 1996: Wer ist Mr. Cutty? (The Associate)
- 2008: Im Winter ein Jahr